# Ⅎ
Ⅎ (wielka litera: Ⅎ, mała litera: ⅎ, łac. Digamma inversum) – litera opracowana, wraz z Ↄ i Ⱶ, przez Klaudiusza w ramach propagowanej przez niego reformy alfabetu łacińskiego, używana tylko za jego panowania.

## Znaczenie
Litera miała odpowiadać spółgłosce szczelinowej wargowo-zębowej dźwięcznej ([v]) lub spółgłosce półotwartej wargowo-miękkopodniebiennej ([w]).

## Kodowanie komputerowe
W unikodzie począwszy od wersji 5. kodowane jest:
| Znak | Unikod | Nazwa unikodowa  |
| ---- | ------ | ---------------- |
| Ⅎ    | U+2132 | TURNED CAPITAL F |
| ⅎ    | U+214E | TURNED SMALL F   |